# Межзональные турниры
Межзональный турнир — часть системы соревнований на первенство мира по шахматам по версии ФИДЕ. Утверждены 18-м конгрессом ФИДЕ (Гаага, 1947). Первый турнир проводился в 1948 году, последний в 1993 году.
Состав участников формировался по итогам зональных турниров ФИДЕ. Принципы формирования состава участников неоднократно менялись: по   результатам 1-2-го межзонального турнира в турниры претендентов входило по 5 победителей, 3-го по 9, 4-го по 6. В 1973—79 и 1987 в турниры претендентов выходило по 3 победителя из каждого межзонального турнира, в 1982—84 по 2, в 1985 по 4.

## Межзональные турниры 1948 — 1970
| № | Год  | Город(a)                | Победитель(и)                                              |
| - | ---- | ----------------------- | ---------------------------------------------------------- |
| 1 | 1948 | Сальтшёбаден            | Бронштейн, Давид                                           |
| 2 | 1952 | Сальтшёбаден, Стокгольм | Котов, Александр                                           |
| 3 | 1955 | Гётеборг                | Бронштейн, Давид                                           |
| 4 | 1958 | Порторож                | Таль, Михаил                                               |
| 5 | 1962 | Стокгольм               | Фишер, Роберт                                              |
| 6 | 1964 | Амстердам               | Смыслов, Василий Ларсен, Бент Таль, Михаил Спасский, Борис |
| 7 | 1967 | Сус                     | Ларсен, Бент                                               |
| 8 | 1970 | Пальма-де-Мальорка      | Фишер, Роберт                                              |

## Межзональные турниры 1973 — 1979
| №  | Год  | Город          | Победитель(и)                                 |
| -- | ---- | -------------- | --------------------------------------------- |
| 9  | 1973 | Петрополис     | Мекинг, Энрике                                |
| 9  |      | Ленинград      | Карпов, Анатолий Корчной, Виктор              |
| 10 | 1976 | Манила         | Мекинг, Энрике                                |
| 10 |      | Биль           | Ларсен, Бент                                  |
| 11 | 1979 | Рио-де-Жанейро | Петросян, Тигран Портиш, Лайош Хюбнер, Роберт |
| 11 |      | Рига           | Таль, Михаил                                  |

## Межзональные турниры 1982 — 1987
| №  | Год  | Город       | Победитель(и)                               |
| -- | ---- | ----------- | ------------------------------------------- |
| 12 | 1982 | Лас-Пальмас | Рибли, Золтан                               |
| 12 |      | Толука      | Портиш, Лайош Торре, Эугенио                |
| 12 |      | Москва      | Каспаров, Гарри                             |
| 13 | 1985 | Тунис       | Юсупов, Артур                               |
| 13 |      | Таско       | Тимман, Ян                                  |
| 13 |      | Биль        | Ваганян, Рафаэль                            |
| 14 | 1987 | Суботица    | Сакс, Дьюла Шорт, Найджел Спилмен, Джонатан |
| 14 |      | Сирак       | Салов, Валерий Хьяртарсон, Йохан            |
| 14 |      | Загреб      | Корчной, Виктор                             |

## Межзональные турниры 1990 — 1993
| №  | Год  | Город  | Победитель(и)                    |
| -- | ---- | ------ | -------------------------------- |
| 15 | 1990 | Манила | Гельфанд, Борис Иванчук, Василий |
| 16 | 1993 | Биль   | Гельфанд, Борис                  |